# Echinorhynchus praetextus
Echinorhynchus praetextus är en hakmaskart som beskrevs av Raffaele Molin 1858. Echinorhynchus praetextus ingår i släktet Echinorhynchus och familjen Echinorhynchidae. Inga underarter finns listade i Catalogue of Life.